# Andreas Schumann (Germanist)
Andreas Schumann (geboren 1962 in Berlin) ist ein deutscher Germanist und seit 2016 Professor an der Pädagogischen Hochschule Vorarlberg, Feldkirch.

## Leben
Schumann wurde in Berlin geboren und besuchte das Dante-Gymnasium München. Er studierte an der Ludwig-Maximilians-Universität München u. a. Neuere Deutsche Literatur und Romanistik und machte bei Renate von Heydebrand den Abschluss zum Magister Atrium. Zudem legte er 1987 die 1. Staatsprüfung für das Lehramt am Gymnasium für die Fächer Deutsch und Französisch ab. Er wurde 1990 bei Günter Häntzschel über die Romantik-Rezeption im Deutschen Kaiserreich zwischen Utopie und Apologie promoviert. 1998 erfolgte die Habilitation mit einer Arbeit über Heimat denken. Regionales Bewusstsein als literarischer Entwurf.
Schumann war von 2004 bis 2006 wissenschaftlicher Angestellter an der LMU München, übernahm dort 2007 die Vertretung des Lehrstuhls für deutsche Sprache und Literatur und verwaltete von 2008 bis 2010 den Lehrstuhl für Literaturdidaktik/Germanistik an der Universität Osnabrück. Von 2013 bis 2016 vertrat er den Lehrstuhl für Literaturwissenschaft und ihre Didaktik an der Universität zu Köln. Seit 2016 hat er eine Professur für Literaturwissenschaft und -didaktik an der Pädagogischen Hochschule Vorarlberg inne.
Forschungsgebiete von Schumann sind u. a. neueste Literatur (seit 1990), Populäre Kultur, die Geschichte der Literaturgeschichtsschreibung, Literatur der Migration und Kinder- und Jugendliteratur.

## Persönliches
Schumann ist verheiratet und lebt in Diessen/Ammersee.

## Werke
- Nation und Literaturgeschichte. Romantik-Rezeption im deutschen Kaiserreich zwischen Utopie und Apologie. iudicum Verlag, München 1991
- Bibliographie zur deutschen Literaturgeschichtsschreibung 1827–1945, Saur Verlag, München 1994

- Heimat denken. Regionales Bewusstsein in der deutschsprachigen Literatur zwischen 1815 und 1914, Böhlau Verlag, Köln 2002

- mit Uwe Schneider (Hrsg.): Krieg der Geister. Erster Weltkrieg und literarische Moderne, Königshausen und Neumann, Würzburg 2000

## Aufsätze
- „In Wirklichkeit ist alles anders“. Lektürenotizen zu Monika Helfers Werken aus gegebenem An-lass. In: Jahrbuch Franz Michael Felder Archiv 18 (2017), S. 172–198
- Imaginär, real, konstruiert. Wie kann ein Heimatbegriff literarhistorisch beschrieben werden? In: Heimat gestern und heute. Interdisziplinäre Perspektiven. Herausgegeben von Edoardo Costadura und Klaus Ries. Bielefeld: transcript 2016 (=Histoire 91), S. 213–217
- Frauen – Krieg – Humor. Zu parodistischem und satirischem Sprechen in der Kriegslyrik von Frauen 1914–1918. In: Der Krieg und die Frauen. Geschlecht und populäre Kultur im Ersten Weltkrieg. Herausgegeben von Aibe-Marie Gerdes und Michael Fischer. Münster, New York: Waxmann 2016 (=Populäre Kultur und Musik 16), S. 225–238